# Pseudosterrha paulula
Pseudosterrha paulula là một loài bướm đêm trong họ Geometridae.